# Nasikabatrachus
Nasikabatrachus é um gênero de anuros, sendo o único da família Nasakabatrachidae. Suas espécies são encontradas na Índia. Foi descrito em 2003, contando apenas com uma espécie, a Nasikabatrachus sahyadrensis, porém em 2017, foi descrita uma nova espécie, a Nasikabatrachus bhupathi, fazendo com que o gênero contenha atualmente duas espécies. Possui hábitos fossoriais. A família mais próxima filogeneticamente é a Sooglossidae, que é encontrada nas Ilhas Seychelles.

## Espécies
Atualmente, apenas duas espécies são conhecidas:
- Nasikabatrachus bhupathi Janani, Vasudevan, Prendini, Dutta & Aggarwal, 2017
- Nasikabatrachus sahyadrensisBiju & Bossuyt, 2003